# Mistrzostwa Austrii w Lekkoatletyce 1914
Mistrzostwa Austrii w Lekkoatletyce 1914 – zawody lekkoatletyczne, które odbyły się 20 i 21 czerwca 1914 w Wiedniu.
Złoty medal w chodzie zdobył Polak (zawodnik Czarnych Lwów) Maksymilian Wudkiewicz. 

## Rezultaty
| NR – rekord kraju |

### Mężczyźni
| Konkurencja:                    | 1. miejsce             | Rezultat  |
| Bieg na 100 metrów              | Fritz Fleischer        | 11,0      |
| Bieg na 200 metrów              | Ernst Cassinone        | 22,3 NR   |
| Bieg na 400 metrów              | Martin Ehrlich         | 52,3 NR   |
| Bieg na 800 metrów              | Franz Fischer          | 1:58,9 NR |
| Bieg na 1500 metrów             | Carl Ernst             | 4:09,2    |
| Bieg na 5000 metrów             | A. Cotour              | 16:19,4   |
| Bieg na 110 metrów przez płotki | Ludwig Mang            | 17,8      |
| Skok wzwyż                      | Richard Haselsteiner   | 1,78 NR   |
| Skok o tyczce                   | Josef Schäffer         | 3,30      |
| Skok w dal                      | Otto Egger             | 6,95 NR   |
| Pchnięcie kulą                  | Karl Michl             | 13,36     |
| Rzut dyskiem                    | Hans Tronner           | 42,76     |
| Rzut oszczepem                  | Karl Michl             | 51,69 NR  |
| Chód na 10 000 metrów           | Maksymilian Wudkiewicz | 53:07,5   |